# بات كولمان
بات كولمان (بالإنجليزية: Pat Coleman)‏ هو لاعب كرة قدم أمريكية أمريكي، ولد في 8 أبريل 1967 في كليفلاند في الولايات المتحدة.